# Parlamento da Austrália
O Parlamento da Austrália (oficialmente o Parlamento Federal, também chamado de Parlamento da Commonwealth) é o poder legislativo supremo do governo da Austrália. É composto por três elementos: o monarca (representado pelo governador-geral), o Senado e a Câmara dos Deputados. A combinação de duas câmaras eleitas, em que os membros do Senado representam os estados e territórios, enquanto os membros da Câmara representam divisões eleitorais de acordo com a população, é modelada no Congresso dos Estados Unidos.
A câmara alta, o Senado, é composta por 76 membros: doze para cada estado, e dois para cada um para os territórios, Território do Norte (incluindo a Ilha Christmas e as Ilhas Cocos (Keeling) e o Território da Capital Australiana (incluindo a Ilha Norfolk e o Território da Baía de Jervis). Os senadores são eleitos usando o sistema de representação proporcional de voto único transferível e, como resultado, a Câmara apresenta uma infinidade de partidos que disputam o poder. O partido ou coalizão governista não tem maioria no Senado desde 1981 (exceto entre 2005 e 2007) e geralmente precisa negociar com outros partidos e independentes para conseguir a aprovação da legislação.
A câmara baixa, a Câmara dos Representantes, atualmente é composta por 151 membros, cada um eleito usando o voto de preferência total em segundo turno de círculos eleitorais conhecidos como divisões eleitorais (e comumente referidos como "eleitorados" ou "assentos"). Isso tende a levar a câmara a ser dominada por dois grandes grupos políticos, a Coalizão de centro-direita (composta pelos Partidos Liberal e Nacional) e o Partido Trabalhista de centro-esquerda. O governo do dia tem de conquistar a confiança desta Assembleia para ganhar e manter-se no poder.
A Câmara dos Representantes tem um mandato máximo de três anos, embora possa ser dissolvida antecipadamente. O Senado tem mandatos fixos, com 36 mandatos de senadores expirando a cada três anos (os mandatos dos quatro senadores do território estão ligados às eleições da Câmara). Como resultado, as eleições para Câmara e Senado quase sempre coincidem. Um mecanismo de quebra de impasse conhecido como dissolução dupla pode ser usado para dissolver o plenário do Senado, bem como a Câmara, se o Senado se recusar a aprovar uma legislação aprovada pela Câmara. As duas Casas se encontram em câmaras separadas da Casa do Parlamento (exceto em uma rara sessão conjunta) em Capital Hill, em Camberra, Território da Capital Australiana.